# Mike Seifert
Mike Seifert est un ancien arbitre canadien de soccer, qui fut arbitre international en 1990.

## Carrière
Il a officié dans une compétition majeure: 
- Gold Cup 1991 (1 match)